# 大久保忠行
大久保 忠行（おおくぼ ただゆき、? - 元和3年7月6日（1617年8月7日））は、戦国時代から江戸時代の武将、治水家。徳川氏の家臣。宇津忠茂の五男。妻は遠山氏の娘・伊可。通称は藤五郎、主水（もんと）。

## 生涯
三河国上和田の武将・宇津忠茂の五男として誕生した。兄に大久保忠俊・大久保忠員がいる。
三河国の戦国大名・徳川家康に仕え、永禄3年（1560年）に三河国宝飯郡赤坂郷で領地300石を与えられる。永禄6年（1563年）、三河一向一揆に三河大久保党三十六騎の一人として出陣するが、鉄砲の弾が腰に当たって落馬・負傷し、以後歩行が不自由となる。
これにより実質、侍としてのいわゆる槍働きができなくなり、戦役を免除され三河国上和田に住んだ。何処で覚えたのか定かではないが、忠行は菓子類の作製ができ、この技術により家康の陣営に茶菓（餅）を献上する役目、いわゆる菓子司となった。忠行の作った餅は駿河餅、ないしは三河餅と呼ばれ、この餅を含めた各種の菓子は家康の嗜好に合ったらしく、たびたび忠行にこれを求めていた、また、家康は毒殺を恐れて普段から献上される餅を食べなかったが、忠行から献上された際には彼を信頼して食べていた、などの話が残る。三方ヶ原の戦いの際には従軍する代わりに、出陣に際し6種の菓子を家康に献じ、その後それが家例となった。
主君・家康が関東への移封にあたり、天正18年（1590年）7月12日に江戸城下の上水工事の命を受ける。その後、約3か月で小石川目白台下の河流を神田方面に通し、これは後の神田上水の元となったとされている。また、この功績により家康から「主水」の名を与えられたが、水が濁ることを嫌って「もんど」ではなく「もんと」と発音するように命じられた。
元和3年（1617年）7月6日、死去。墓所は東京都台東区谷中の瑞輪寺、戒名は清浄院蓮来日富。実子は無く、甥の忠元（兄の忠員の子）を養子とした。
主水の子孫は代々「大久保主水」を名乗り、江戸幕府御用達の菓子司となった。江戸城内での行事に使用する菓子類の制作時には、歴代の大久保主水が責任者となり采配した。幕末の大久保主水は徳川宗家の静岡移動にも従い、娘を旧幕臣の重鎮で同族の大久保一翁の子息の嫁としている。
大正13年（1924年）2月、贈従五位。